# Пушкин, Иван Михайлович Большой
Иван Михайлович Большой Пушкин (XVI век — 1612) — думный дворянин, окольничий и воевода.

## Биография
Представитель дворянского рода Пушкиных. Второй сын воеводы Михаила Фёдоровича Пушкина (ум. 1607). Братья — Евстафий, Никита, Леонтий и Иван Меньшой.
В 1574—1583 годах — ловчий царя Ивана Грозного. В 1577—1578 годах участвовал походе русской армии на Ливонию.
В 1582 году И. М. Пушкин, получивший титул наместника рязанского, ездил в Варшаву вместе с дворянином князем Дмитрием Петровичем Елецким, чтобы взять с польского короля Стефана Батория присягу в соблюдении условий русско-польского мирного договора.
В 1586 году Иван Михайлович Большой Пушкин сопровождал из Москвы в Астрахань приехавшего крымского царевича Мурад Герая. В 1591 году — второй воевода в Астрахани при первом воеводе, князе Иване Васильевиче Сицком.
В 1594 году вместе с князем Лукой Осиповичем Щербатовым встречал посольство германского императора Рудольфа II. И. М. Пушкин и Л. О. Щербатов также были приставами при послах.
В 1598 году Иван Михайлович Пушкин подписал соборное постановление об избрании на царский престол Бориса Фёдоровича Годунова.
В конце июля 1601 года он был отправлен вместе с окольничим Бутурлиным в Царёв-Борисов для размена московских и крымских послов.
В том же 1601 году Иван Пушкин вместе со своим братом Леонтием был отправлен в ссылку в Сибирь, за то, что они били челом на князя Андрея Елецкого и тем «царя раскручинили… поместья и вотчины у них велено отписать, а животы распродать».
После смерти царя Бориса Годунова Иван Пушкин был возвращен из ссылки. В 1608 году он был дружкой у царицы на свадьбе царя Василия Ивановича Шуйского с княжной Марией Петровной Буйносовой-Ростовской, а его жена Елена Ивановна — свахой.
Согласно «Древней Российской Вивлиофике», Иван Михайлович Большой Пушкин был убит в 1612 году «в разоренье».

## Семья и дети
Был женат на Ирине Ивановне, от брака с которой имел пять сыновей:
- Афанасий (ум. 1605), воевода
- Иван (ум. после 1632), дворянин московский, сотенный голова и воевода
- Борис (ум. после 1656), дворянин московский, стряпчий, дипломат
- Никита (ум. после 1602), сотенный голова
- Фёдор (ум. после 1630), стряпчий и воевода